# Dziarzjynsk rajon
Dziarzjynsk rajon (belarusiska: Дзяржынскі район) är ett distrikt i Belarus. Det ligger i voblasten Minsks voblast, i den centrala delen av landet, 30 km sydväst om huvudstaden Minsk. Distriktshuvudort är Dziarzjynsk.